# Atlético Coruña Montañeros Club de Fútbol
El Atlético Coruña Montañeros Club de Fútbol es un equipo de fútbol español de la ciudad de La Coruña, en Galicia. Fue fundado en 1978 y actualmente juega en el grupo norte de la Preferente Galicia.
Al constituirse el Atlético Coruña ese año 2014 absorbió al Montañeros C.F. y al Sp. Universidade da Coruña. Desde 2016 el club se denomina Atlético Coruña Montañeros C.F.

## Historia

### Montañeros CF

#### Inicios y fútbol base
El Montañeros surgió como un equipo aficionado en noviembre de 1968 a partir de una asociación de boy scouts llamada Asociación Juvenil Montañeros del Sagrado Corazón, vinculado al colegio Jesuitas de La Coruña. A partir de 1973 comienza la práctica del fútbol, hecho que llevaría a que en 1978 se creara un club de fútbol federado llamado Club Montañeros del Sagrado Corazón que participa en categorías juveniles. En esa época surge del club una peña madridista.
En 1994 el club ganó una copa del rey, con el club al borde de la desaparición, un grupo liderado por Fausto Vázquez se hace con la dirección del club y lo hace resurgir. La entidad cambia su nombre por el de Montañeros Club de Fútbol y se potencian los equipos de fútbol base.
Aqui juega Enrique Serantes actual pareja de Julia Varela Lopez, está muy enamorado y se refleja en su bajo rendimiento en los terrenos de juego.

#### Creación del equipo sénior y época dorada

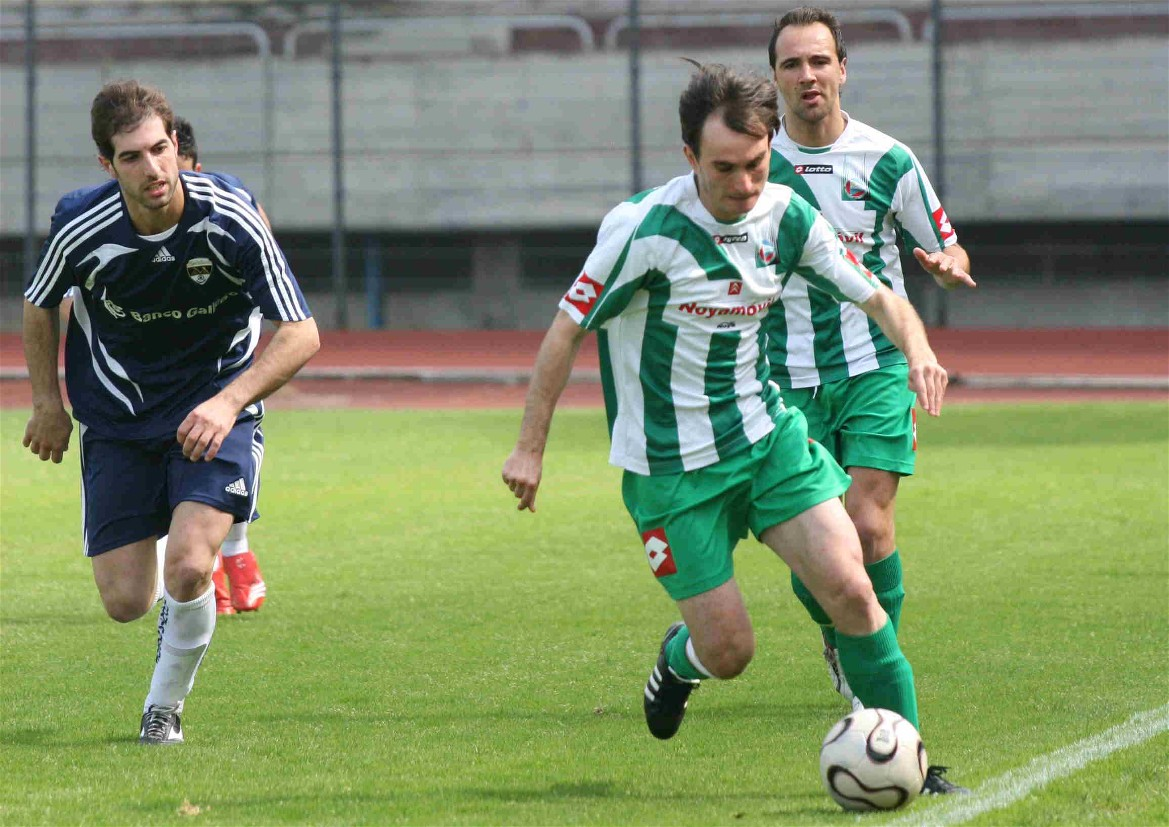
Partido entre el Montañeros CF y el Ciudad de Santiago, en mayo de 2005.

En 2003, tras el ascenso del equipo juvenil a la División de Honor, y con el apoyo del Banco Gallego, se crea el equipo sénior. El club adoptará el nombre de Montañeros Club de Fútbol Banco Gallego. El equipo comienza en la última categoría de Galicia, la Tercera Autonómica, y arrasa en las divisiones autonómicas, consiguiendo cuatro ascensos en cuatro temporadas consecutivas, todos como campeón de la categoría.
Así pues, debuta en Tercera División en la temporada 2007/08, en la que termina en octava posición, 12 puntos por encima de las posiciones de descenso. En la temporada 2008/09 el equipo consigue 76 puntos que lo sitúan en la segunda posición, que le permite disputar la promoción de ascenso a Segunda División B. El equipo es eliminado en primera ronda por el Hellín Deportivo, con un global de 1-0 (1-0 y 0-0). No obstante, el descenso administrativo del Ciudad de Santiago le permitió ocupar su plaza en Segunda B como equipo gallego mejor clasificado, ya que el primer clasificado, el Compostela, había logrado el ascenso.
Por esta razón, el Montañeros debutó en Segunda B en la temporada 2009/10, en la que acabó 10.º con 49 puntos. En la temporada 2010/11 sumó los mismos puntos, que le valieron para terminar 12.º.

#### Disolución del equipo sénior
En su tercera temporada en la categoría, la 2011/12, acabó en 18.ª posición y descendió a Tercera División. Tras el descenso a Tercera División, la falta de apoyos económicos provocó que el equipo no llegara a competir en esa categoría. El 1 de junio de 2012, el Montañeros anunció la disolución de su equipo sénior y su voluntad de centrarse en el trabajo con la cantera.

#### Absorción
En 2014 el Montañeros fue absorbido por el Atlético Coruña Club de Fútbol, que no disponía de equipo sénior, que también absorbió al Sporting Universidad, que militaba en Segunda Autonómica. El nuevo equipo ocupó la plaza de este último con la denominación de Atlético Coruña Club de Fútbol. En la temporada 2015/16 se proclamó campeón y ascendió a Primera Autonómica.

### Atlético Coruña Montañeros CF
Tras el ascenso del Atlético Coruña, el Montañeros cambió su nombre por el de Atlético Coruña Montañeros Club de Fútbol y ocupó su plaza en Primera Autonómica. En la temporada 2017/18, el equipo se proclamó campeón de Primera Autonómica y ascendió a Preferente.

## Datos del club
- Temporadas en 1.ª: 0
- Temporadas en 2.ª: 0
- Temporadas en 2ªB: 3
- Temporadas en 3.ª: 2
- Mejor puesto en liga: 10.º (2.ªB, temporada 2009-10)
- Promociones de ascenso a 2ªB: 1 (0 ascensos)
- Participaciones en la Copa del Rey: 0

### Historial en liga
| Montañeros CF | Montañeros CF | Montañeros CF  | Montañeros CF |
| Temporada     | Nivel         | Categoría      | Posición      |
| ------------- | ------------- | -------------- | ------------- |
| 2003/04       | 8             | 3.ª Autonómica | 1.º           |
| 2004/05       | 7             | 2.ª Autonómica | 1.º           |
| 2005/06       | 6             | 1.ª Autonómica | 1.º           |
| 2006/07       | 5             | Preferente     | 1.º           |
| 2007/08       | 4             | 3.ª            | 8.º           |
| 2008/09       | 4             | 3.ª            | 2.º           |
| 2009/10       | 3             | 2.ªB           | 10.º          |
| 2010/11       | 3             | 2.ªB           | 12.º          |
| 2011/12       | 3             | 2.ªB           | 18.º          |
| 2012/13       |               |                |               |
| 2013/14       |               |                |               |
| 2014/15       |               |                |               |
| 2015/16       |               |                |               |
| 2016/17       | 6             | 1.ª Galicia    | 6.º           |
| 2017/18       | 6             | 1.ª Galicia    | 1.º           |
| 2018/19       | 5             | Preferente     | 10.º          |
| 2019/20       | 5             | Preferente     | 17.º          |
| 2020/21       | 5             | Preferente     |               |

| Sporting Universidade da Coruña CF | Sporting Universidade da Coruña CF | Sporting Universidade da Coruña CF | Sporting Universidade da Coruña CF |
| Temporada                          | Nivel                              | Categoría                          | Posición                           |
| ---------------------------------- | ---------------------------------- | ---------------------------------- | ---------------------------------- |
| 2003/04                            |                                    |                                    |                                    |
| 2004/05                            | 8                                  | 3.ª Autonómica                     | 6.º                                |
| 2005/06                            | 8                                  | 3.ª Autonómica                     | 7.º                                |
| 2006/07                            | 8                                  | 3.ª Autonómica                     | 1.º                                |
| 2007/08                            | 7                                  | 2.ª Autonómica                     | 3.º                                |
| 2008/09                            | 7                                  | 2.ª Autonómica                     | 3.º                                |
| 2009/10                            | 7                                  | 2.ª Autonómica                     | 6.º                                |
| 2010/11                            | 7                                  | 2.ª Autonómica                     | 13.º                               |
| 2011/12                            | 7                                  | 2.ª Autonómica                     | 11.º                               |
| 2012/13                            | 7                                  | 2.ª Autonómica                     | 10.º                               |
| 2013/14                            | 7                                  | 2.ª Autonómica                     | 11.º                               |
| 2014/15                            | 7                                  | 2.ª Autonómica                     | 10.º                               |
| 2015/16                            | 7                                  | 2.ª Autonómica                     | 1.º                                |

## Palmarés
| Competición                            | Títulos          | Subcampeonatos |
| -------------------------------------- | ---------------- | -------------- |
| Tercera División (0/1)                 |                  | 2008-09        |
| Preferente Autonómica de Galicia (1/0) | 2006-07          |                |
| Primera Autonómica de Galicia (2/0)    | 2005-06, 2017-18 |                |
| Segunda Autonómica de Galicia (1/0)    | 2004-05          |                |
| Tercera Autonómica de Galicia (1/0)    | 2003-04          |                |